# Иван Грозев (писател)
Вижте пояснителната страница за други личности с името Иван Грозев.
Иван Грозев Петков е български поет, драматург, литературен критик, учител. Предложен е за Нобелова награда за литература през 1928 и 1929 година от проф. Михаил Арнаудов. Теософ, масон, един от основателите на комасонството в България с ложа „Човешко право“. Неговият брат учителят Петко Грозев е втори баща на писателя Михаил Кремен.

## Биография
Роден е на 23 юни 1872 г. в Червена вода. Завършва средно образование в Русе, след което славянска филология в Софийския университет. От 1894 г. дълги години е гимназиален учител в София. Бил е учител по литература на Йордан Йовков, Григор Василев, Хр. Д. Бръзицов, Вл. Русалиев, Вл. Полянов и др.
Сред неговите приятели има видни писатели, общественици и политици като Алеко Константинов, Стоян Михайловски, Кирил Христов, Пейо Яворов, Николай Райнов, Иван Радославов, Емануил Попдимитров, Михаил Арнаудов, Димитър Шишманов, Христо Бръзицов, Христо Цанков-Дерижан, както и Стефан Бобчев, Григор Василев, Никола Милев, Димитър и Евтим Спространови, Крум Кюлявков и други.
Сътрудничи в периодичния печат в широк диапазон от време – от 1896 до 1945 г. Негови творби са поместени в списанията „Българска сбирка“, „Български преглед“, „Духовна пробуда“, „Съвременна илюстрация“, „Обществена обнова“, „Слънце“, „Хиперион“, „Театър и опера“, „Витлеемска звезда“, „Листопад“; във вестниците „Напред“, „Вестник на жената“, „Знаме“, „Време“, „Литературен свят“, „Литературен глас“, „Заря“, „Днес“, „Родно изкуство“ и др. Един от редакторите е на „Родно изкуство“, където участва и с художествени, и с публицистични материали.
От началото на 20-те години на XX век започва да се занимава сериозно с изкуствознание, история на религията и литературна критика. В периода 1922 – 1923 г. изнася поредица от лекции в салона на Теософското дружество и в Софийския университет „Климент Охридски“.
Редактор е на сп. „Теософия“ (1912 – 1925). Превежда „Гласът на безмълвието“ от Елена Блаватска (1912). Сътрудничи на списанията „Българска сбирка“, „Всемирна летопис“ и „Хиперион“.
Председател е на Управителния съвет на Културно дружество „Българско родно изкуство“ (1935). Член е на Съюза на българските писатели.
През 1928 и 1929 година е номиниран от Михаил Арнаудов за Нобелова награда за литература.
Умира на 8 януари 1957 г. в София.

## Творчество
Първите му стихотворения излизат през 1896 г. в списание „Българска сбирка“.
Автор е на драмата „Наши хора“ (1903). През 1907 г. заминава за Германия и в Нюрнберг завършва драмата си „Златната чаша“, чийто сюжет е от историята на богомилството. По-късно пише драматичните поеми „Змей“ (1912) и „Семела“ (1922), драмите „Йов“ (1942) и „Съдний ден (Ахасфер)“ (1945). От драмите, върху които работи, недовършена остава „Боян Магьосникът“ (1906).
Издава и една стихосбирка, озаглавена „Видения и съзерцания“ (1919).

## Памет
На Иван Грозев е наречена улица в квартал „Илинден“ в София (Карта).